# Kulina (Derventa)
Pour les articles homonymes, voir Kulina.
Kulina (en serbe cyrillique : Кулина) est un village de Bosnie-Herzégovine. Il est situé dans la municipalité de Derventa et dans la république serbe de Bosnie. Selon les premiers résultats du recensement bosnien de 2013, il compte 463 habitants.

## Démographie

### Évolution historique de la population dans la localité
| 1948 | 1953 | 1961 | 1971 | 1981 | 1991 | 2013 |
| ---- | ---- | ---- | ---- | ---- | ---- | ---- |
| -    | -    | -    | 996  | 930  | 808  | 463  |

|  |

### Communauté locale
En 1991, la communauté locale de Kulina comptait 1 645 habitants, répartis de la manière suivante :